# 歐鎮銘
歐鎮銘，MH（1990年2月1日—），香港男子壁球運動員。

## 簡歷
歐鎮銘早年就讀香港黃族宗親會黃鳴謙紀念學校、賽馬會體藝中學以及香港理工大學。於2010年7月投身全職運動員行業，暫停學業一年，並於同年9月舉行的澎馬錶壁球挑戰盃奪得首個職業賽冠軍。
2014年9月，歐鎮銘代表香港參加南韓仁川舉行的亞運會壁球比賽，與李浩賢、葉梓豐和鄧卓仁合作贏得男子團體賽銅牌。
2015年5月5日，於科威特舉行的亞洲壁球錦標賽，歐鎮銘殺入決賽對戰亞杜拉，最後以直落3局，11比7、11比9及13比11勝出，成為首位土生土長的香港人取得男單冠軍。

## 主要比賽成績
- 2009年 鱷魚恤香港壁球錦標賽 男子組精英決賽 亞軍
- 2009年 東亞運動會 混合雙打 金牌
- 2009年 東亞運動會 男子團體 金牌
- 2010年 亞洲運動會 男子團體 銅牌
- 2014年 亞洲運動會 男子團體 銅牌
- 2015年 亞洲壁球錦標賽 男子個人 金牌
- 2018年 亞洲運動會 男子單打 金牌
- 2018年 亞洲運動會 男子團體 銀牌

## 個人榮譽
- 香港傑出運動員選舉

「香港傑出運動員」（2018年）
「香港傑出青少年運動員」（2008年）

## 外部連結
- Squash Info - Leo Au's Profile （页面存档备份，存于）（英文）